# Zbludza
Zbludza daw. Zbłudza – wieś w Polsce, położona w województwie małopolskim, w powiecie limanowskim, w gminie Kamienica. Pierwsze wzmianki o istnieniu wsi można znaleźć w roku 1297.
| SIMC    | Nazwa      | Rodzaj    |
| ------- | ---------- | --------- |
| 0434193 | Brzeczki   | część wsi |
| 0434201 | Kosarzyska | część wsi |
| 0434218 | Łupienice  | część wsi |
| 0434224 | Majochy    | część wsi |
| 0434230 | Markówka   | część wsi |
| 0434253 | Półrole    | część wsi |
| 0434247 | Poręby     | część wsi |
| 0434260 | Sopaty     | część wsi |
| 0434276 | Świnka     | część wsi |
| 0434282 | Wąchały    | część wsi |
| 0434299 | Więcławki  | część wsi |

Wieś duchowna, własność klasztoru klarysek w Starym Sączu, położona była w drugiej połowie XVI wieku w powiecie sądeckim województwa krakowskiego. W latach 1975–1998 miejscowość administracyjnie należała do województwa nowosądeckiego.
Wieś znajduje się na obszarze Beskidu Wyspowego u podnóży Modyni i Zbludzkich Wierchów. Przepływa przez nią potok Zbludza, wzdłuż którego biegnie droga powiatowa Limanowa – Kamienica.
W Zbludzy znajduje się murowana kaplica, którą mieszkańcy wznieśli w miejscu dawnego punktu katechetycznego. Wierni Kościoła rzymskokatolickiego należą parafii Przemienienia Pańskiego i Nawiedzenia NMP w pobliskiej Kamienicy.
Wychowanie dzieci i młodzieży zapewnia placówka publiczna Zespołu Szkoły i Przedszkola w Zbludzy.
W sierpniu 1904 wieś została dotknięta tragicznym pożarem, w wyniku którego spaleniu uległo prawie 25 zabudowań. Rok później mieszkańcy podjęli decyzję o utworzeniu pierwszej na terenie gminy i jednej z pierwszych w powiecie limanowskim jednostek OSP. W 1983 rozpoczęto budowę nowej remizy, której ukończenie i poświęcenie nastąpiło w 1988.

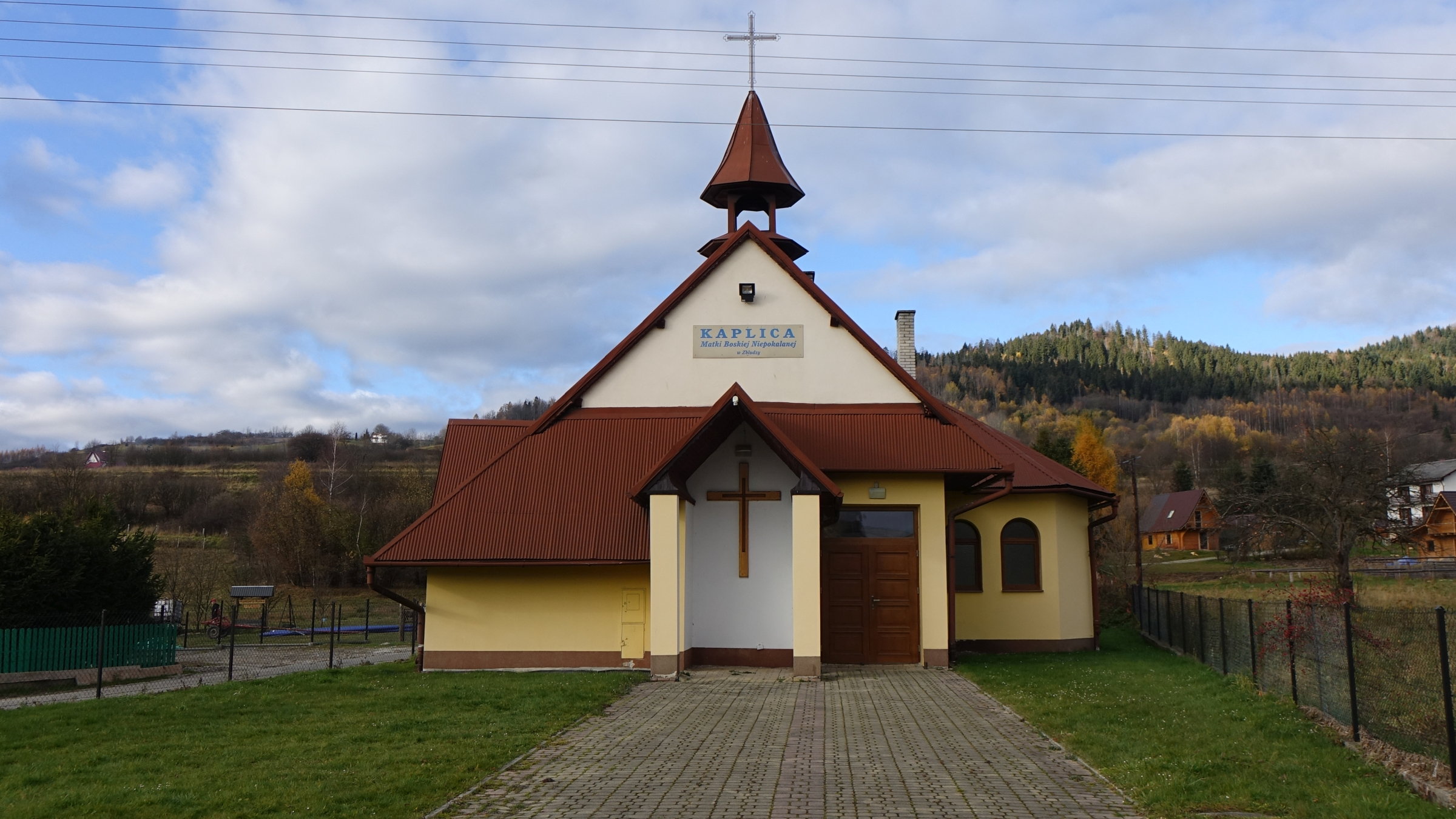
Nowa kaplica
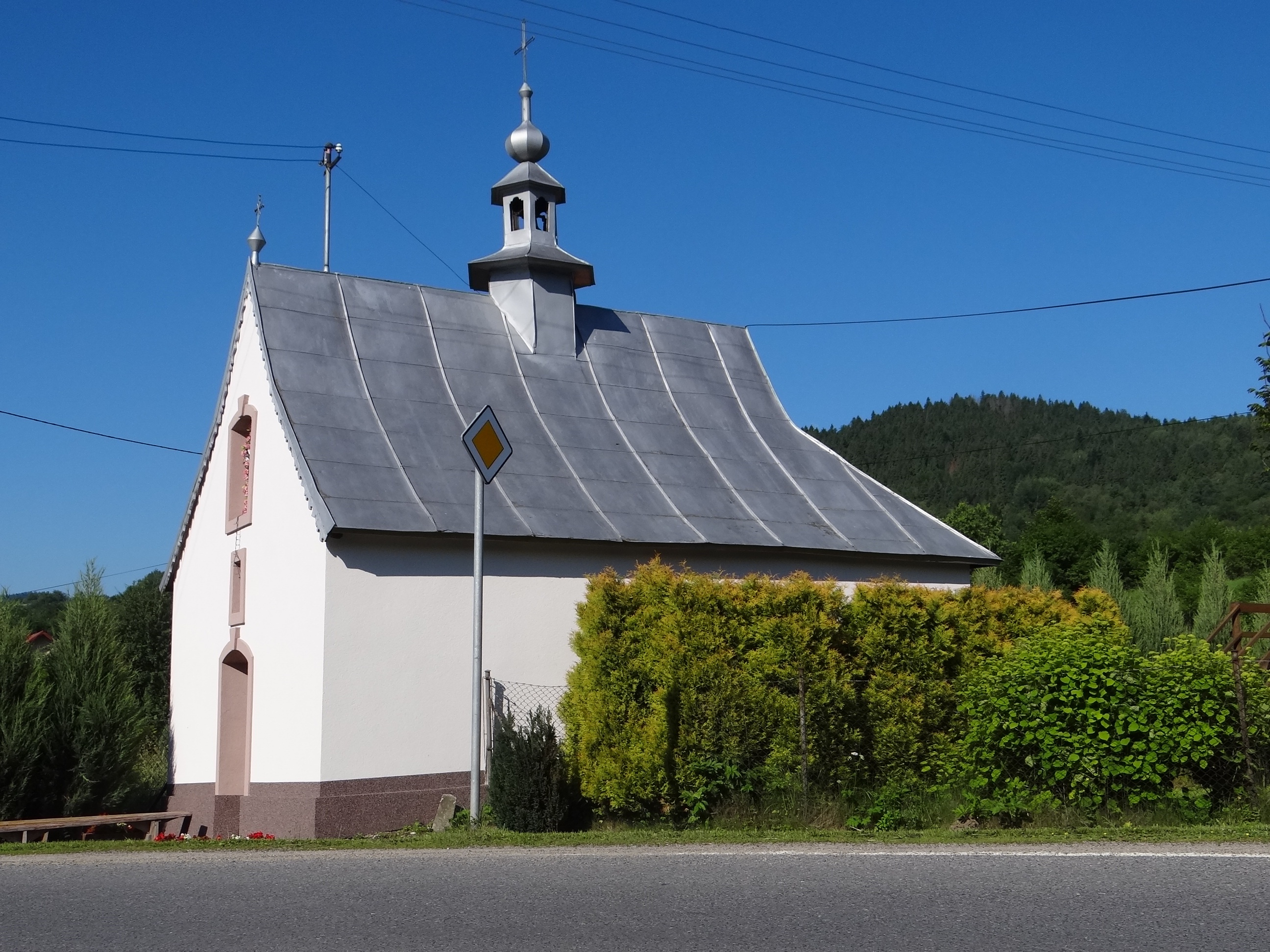
Stara kaplica
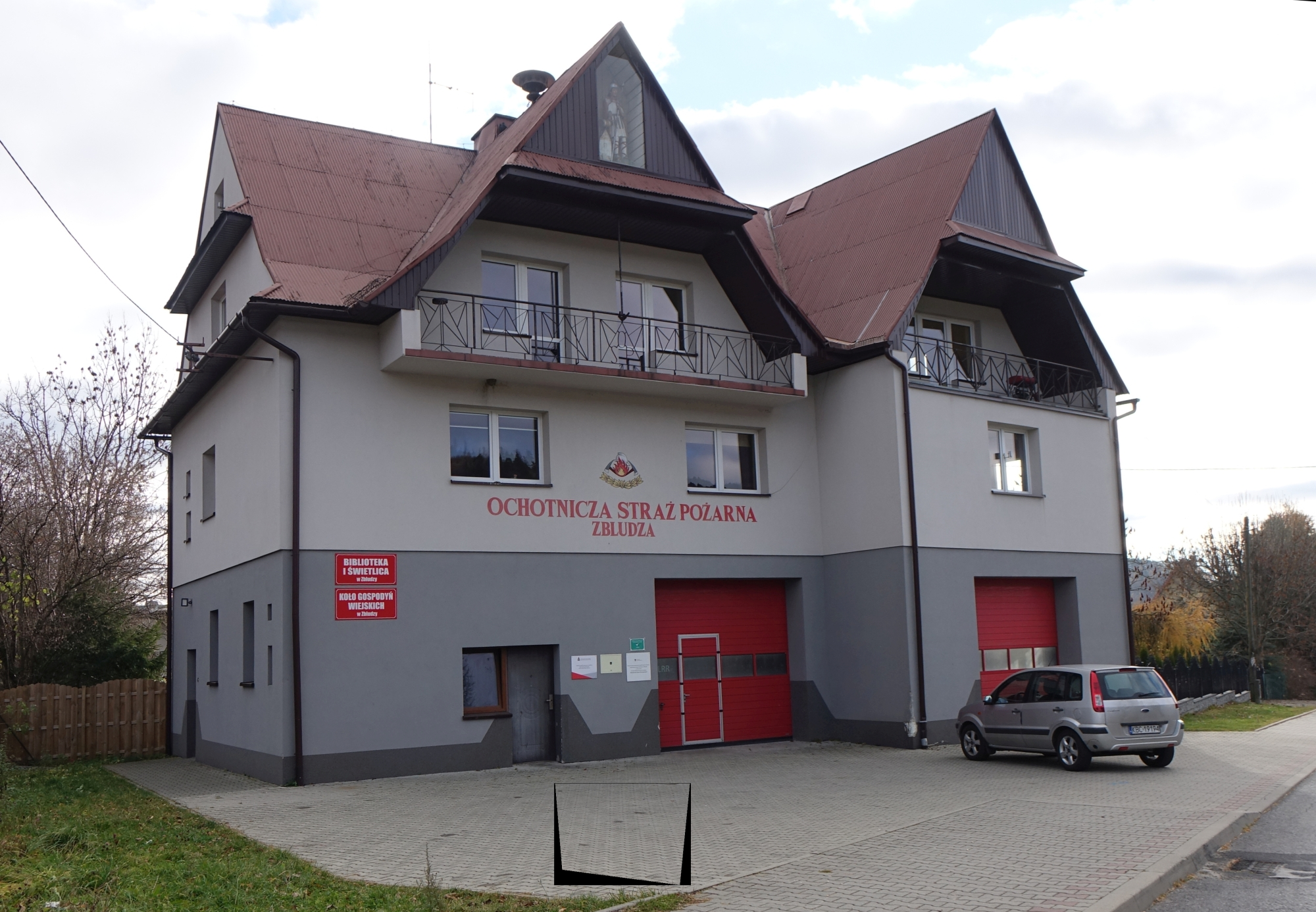
Remiza OSP